# Dworyszcza (rejon chojnicki)
Dworyszcze (biał. Дворышча, Dworyszcza, ros. Дворище, Dworiszcze) – wieś na Białorusi, w obwodzie homelskim, w rejonie chojnickim, w sielsowiecie Sudkowo. W 1921 roku znajdowało się w niej 79 budynków.